# Tachibana no Kachiko
Tachibana no Kachiko, född 786, död 850, var Japans kejsarinna 815-832, gift med kejsar Saga. 
Hon är en av endast fem japanska kejsarinnor före Meijirestaurationen (1868), som varken tillhörde ätten Fujiwara eller var födda som medlemmar av kejsarhuset. 